# Riserva naturale controllata Lago di Serranella
La riserva naturale controllata Lago di Serranella è un'area naturale protetta di 302 ha, istituita nel 1990 e situata nei comuni di Altino, Casoli e Sant'Eusanio del Sangro.

## Descrizione

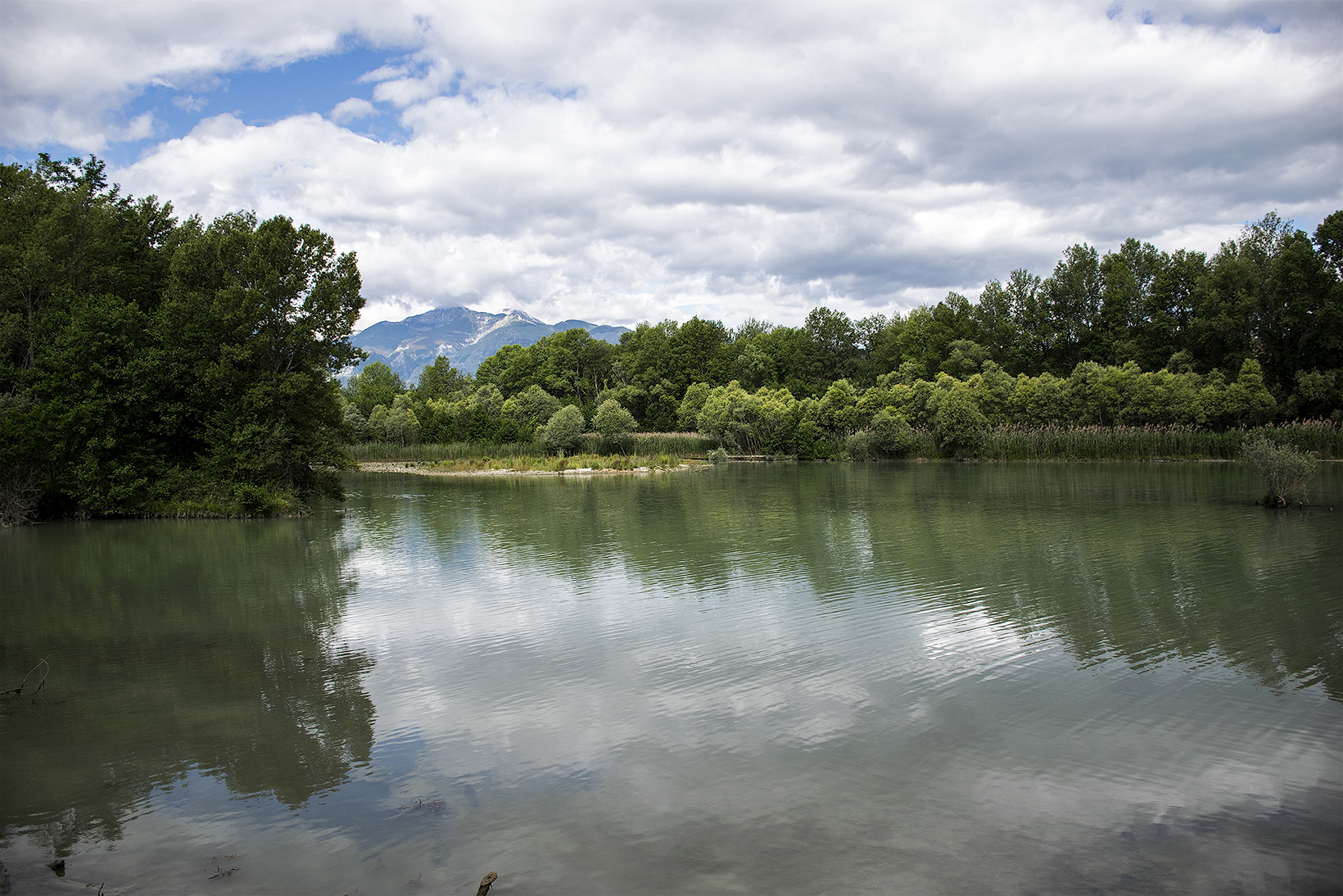
Uno scorcio del lago di Serranella

L'area naturale protetta ha un'estensione di 302 ha, pari a poco più di 3 km², con ulteriori 200 ha di fascia di rispetto, e si trova alla confluenza tra i fiumi Aventino e Sangro.

## Storia
La riserva è stata istituita con legge regionale n. 68 del 9 maggio 1990 come oasi e riserva naturale regionale controllata. È stata riconosciuta come «sito di importanza comunitaria» ed è gestita dai comuni di Altino, Casoli e Sant'Eusanio del Sangro, che si avvalgono dell'Istituto Abruzzese per le Aree Protette e del WWF Italia per il supporto tecnico-scientifico.

## Flora
L'elleborina palustre è una presenza importante nella flora di questa riserva, anche perché abbastanza rara in Italia, poi vi sono anche la farnia, l'ontano nero e diverse specie di pioppi e salici.

## Fauna
La fauna è quella tipica delle zone umide e comprende, tra gli uccelli, l'airone bianco maggiore, la cicogna nera, il codone (simbolo della riserva), il falco di palude, il falco pescatore, il fenicottero e il nibbio reale.